# Hulja
Hulja este un târgușor (localitate urbană) situat în partea de nord a Estoniei, în regiunea Lääne-Viru. Aparține de comuna Kadrina.